# Дворец Республики (Берлин)
Дворец Республики (нем. Palast der Republik) — здание, находившееся на Дворцовой площади на острове Шпрееинзель в центре Берлина (ГДР), построенное на месте снесённого в 1950 году берлинского Королевского дворца. Во Дворце Республики проводились заседания Народной палаты ГДР, кроме этого дворец выполнял функции открытого для общественности дворца культуры. 
Дворец Республики был закрыт для посещения в 1990 году после того как в Восточной Германии были введены западногерманские строительные нормы которые запрещали эксплуатацию зданий с высоким наличием вредного для здоровья асбеста в строительной смеси, из которой был построен дворец. В 1993 году совместная комиссия федерального правительства и Сената Берлина приняла решение снести Дворец. Данное решение стало поводом для жарких дискуссий.  6 февраля 2006 года начался постепенный снос здания Дворца Республики, который завершился к концу 2008 года. В настоящее время на месте Дворца Республики ведётся восстановление Королевского дворца. По состоянию на ноябрь 2022 года основные строительные работы завершены, ведётся внутренняя отделка.

## Строительство

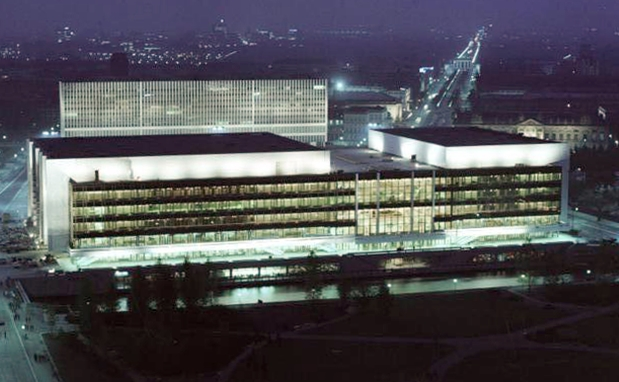
1976

Торжественное открытие Дворца Республики состоялось 23 апреля 1976 года, а для доступа публики он открылся впервые 25 апреля. Строительство продолжалось 2 года 8 месяцев. Над проектом дворца работали архитекторы Хайнц Граффундер, Карл-Эрнст Свора, Вольф-Рюдигер Айзентраут, Гюнтер Кунерт, Манфред Прассер и Хайнц Ауст.
При строительстве здания со стальной несущей конструкцией было использовано до 5 тысяч тонн распылённого асбеста, что соответствует почти 720 тоннам сырого асбеста. В те времена такой метод теплозащиты широко применялся во всём мире (об угрозе заболевания раком от асбеста было известно ещё во времена ГДР).
Здание было построено на части территории, освободившейся после сноса частично разрушенного во Вторую мировую войну и пострадавшего от пожара дворца Гогенцоллернов. Отказавшись от его реконструкции в связи с дефицитом средств в послевоенные годы, правительство ГДР приняло решение о сносе «символа прусского милитаризма и дворянства». Освободившаяся территория использовалась для проведения демонстраций и массовых гуляний и в качестве парковки.

## Расположение и размеры
По форме здание представляло собой параллелепипед с длиной 80 м, шириной 85 м и высотой 32 м.
Дворец Республики находился на улице Унтер-ден-Линден, приблизительно напротив Люстгартена и Берлинского собора недалеко от площади Александерплац непосредственно на берегу Шпрее. Рядом находится бывшее здание Государственного совета ГДР. За территорией, которую занимал дворец, находится памятник «Маркс-Энгельс-Форум» и берлинская телебашня. Недалеко, в Красной ратуше, заседает Сенат Берлина.

## Галерея

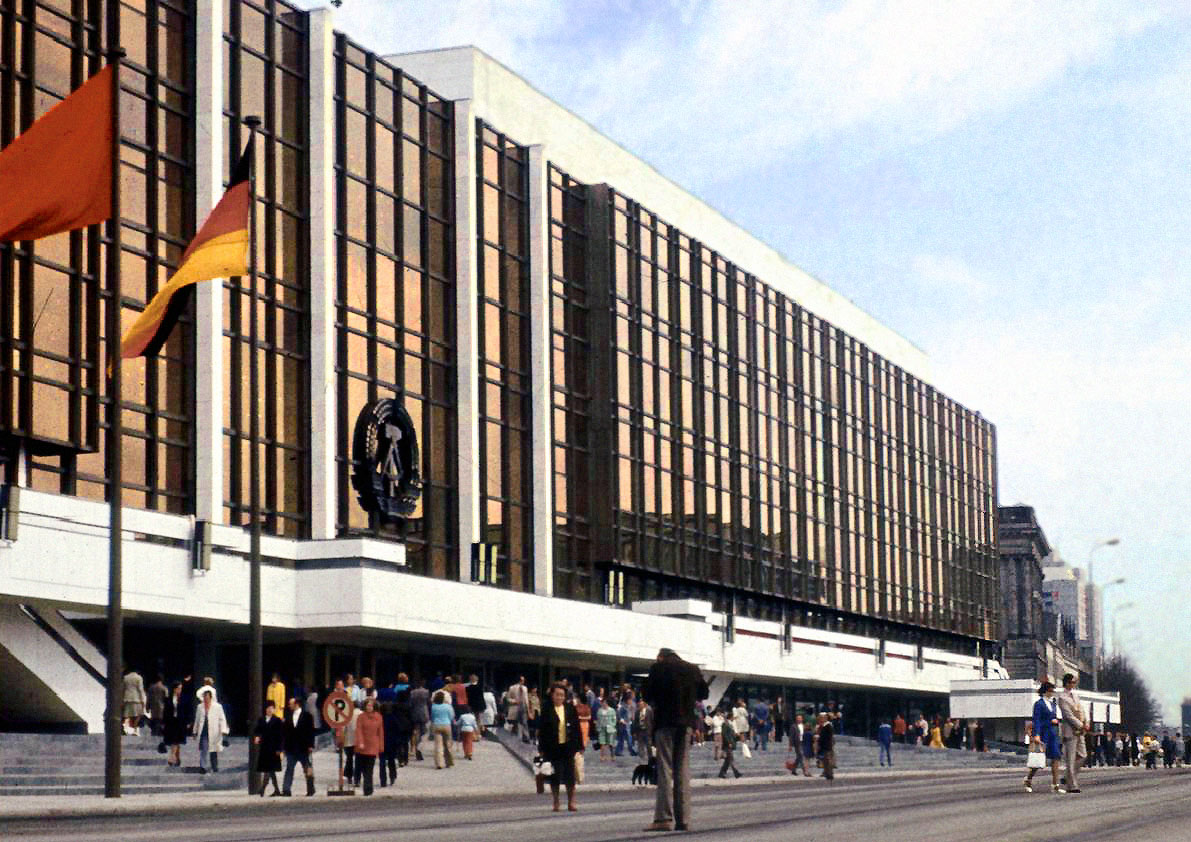
Дворец Республики в 1980-х
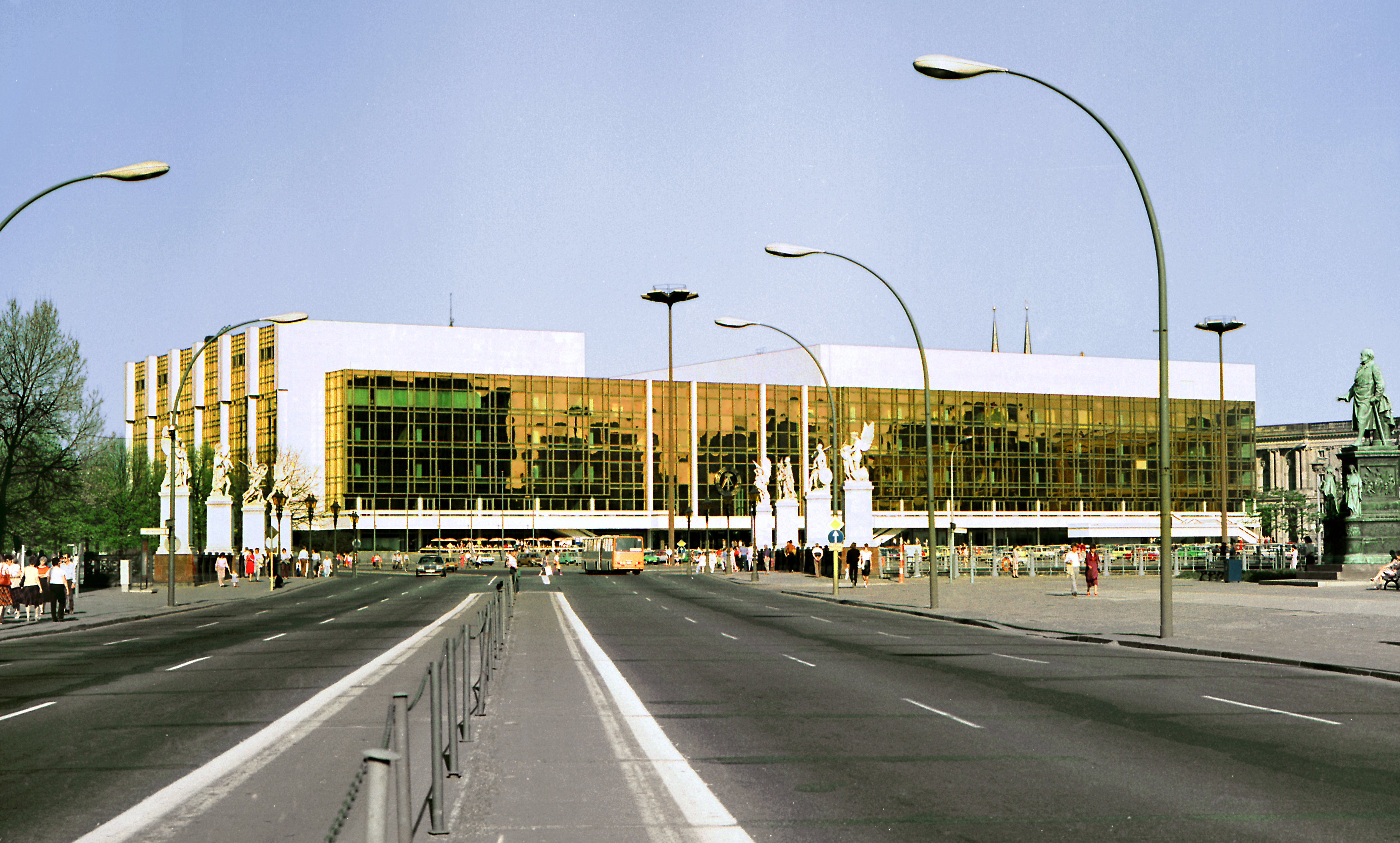
1986
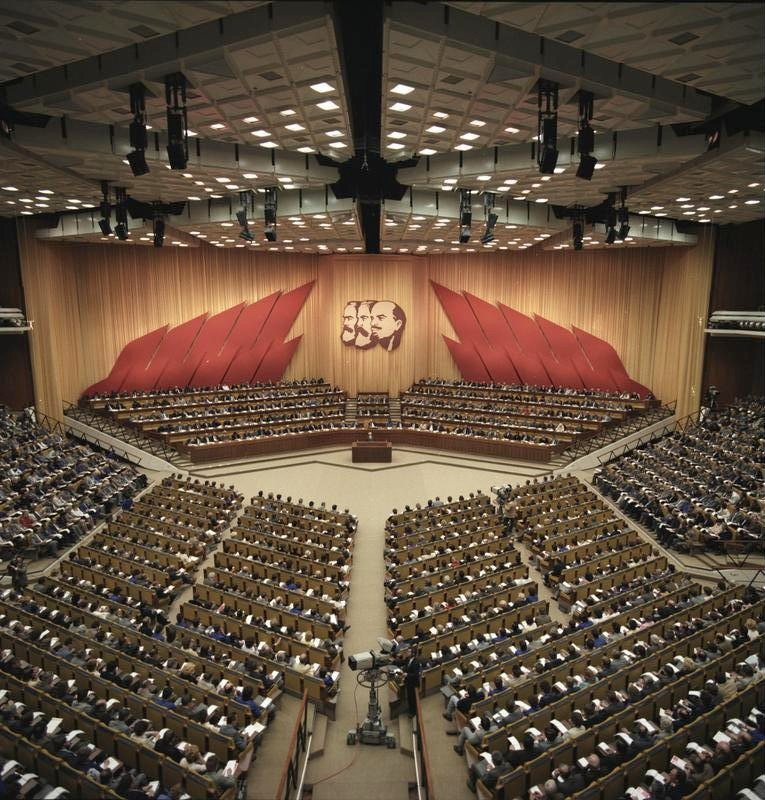
1986
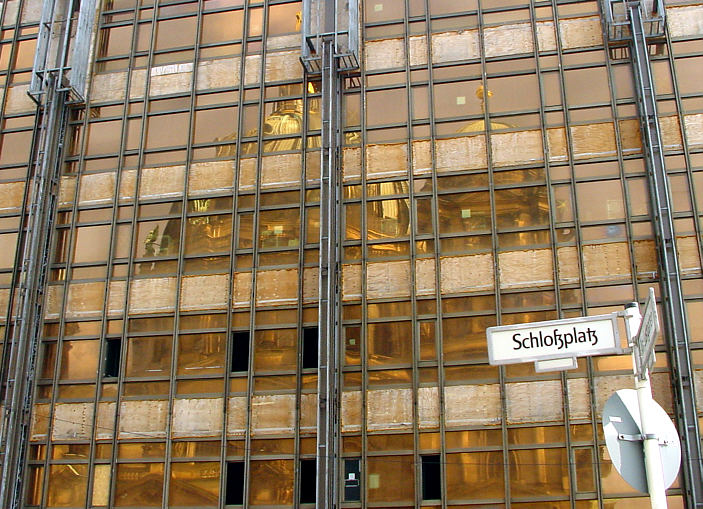
Дворец Республики, вид вблизи. 2003
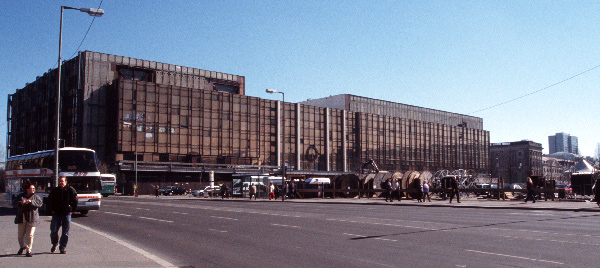
Дворец Республики. 2003
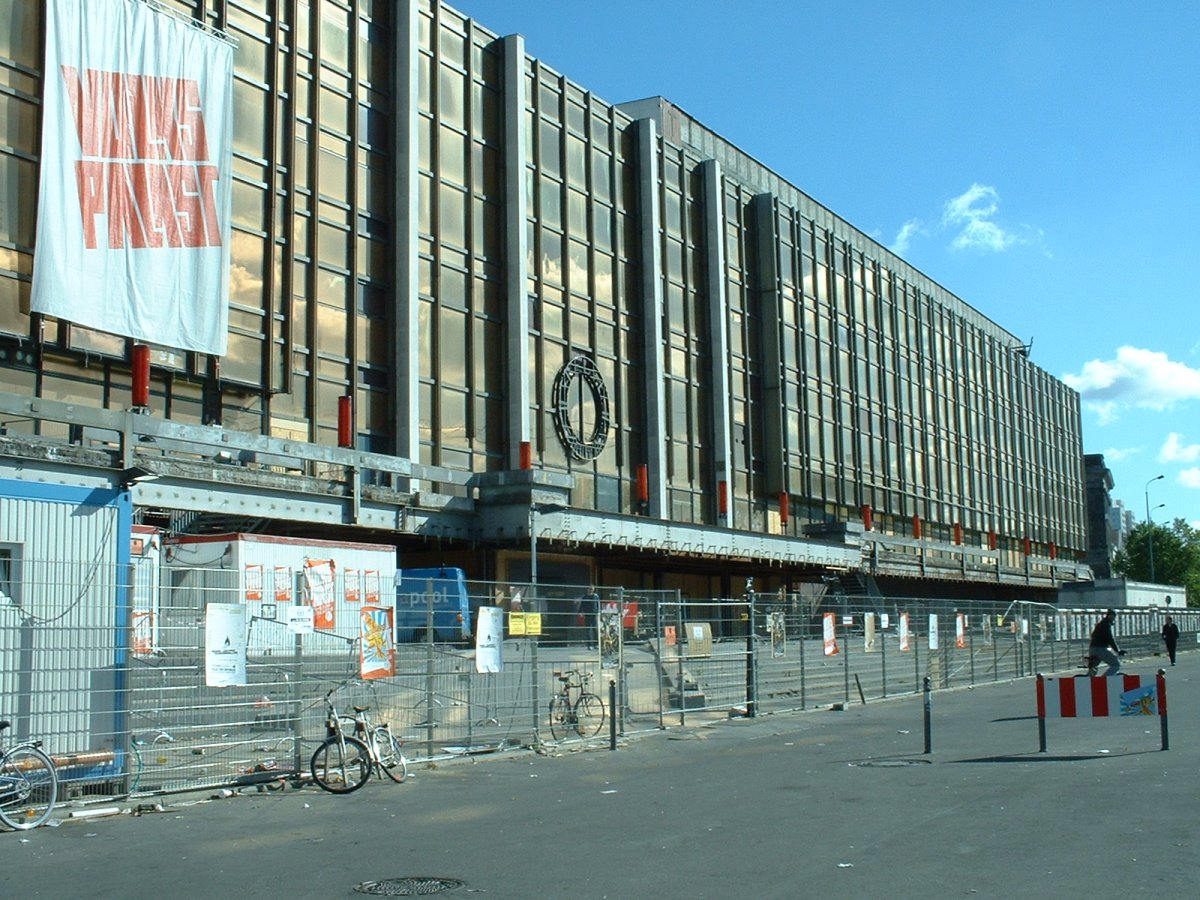
Дворец Республики. 2004
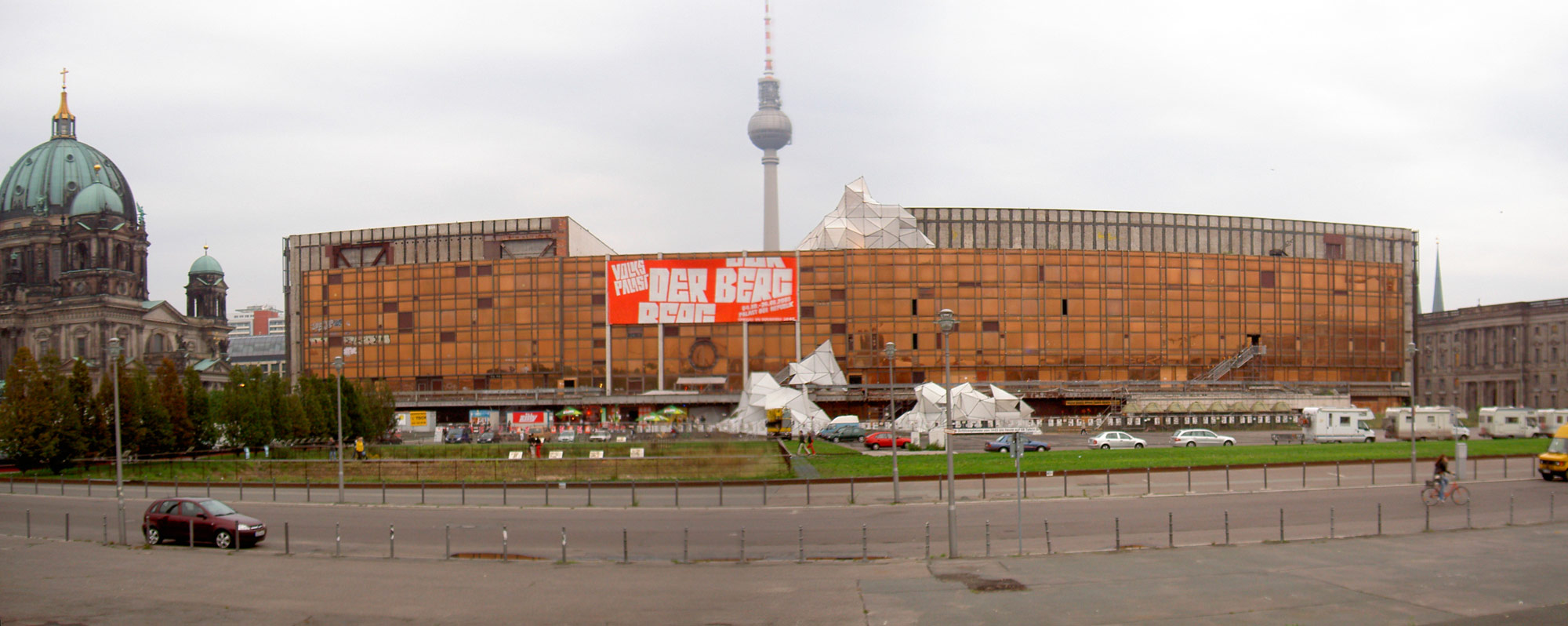
Панорама Дворца Республики. Август 2005
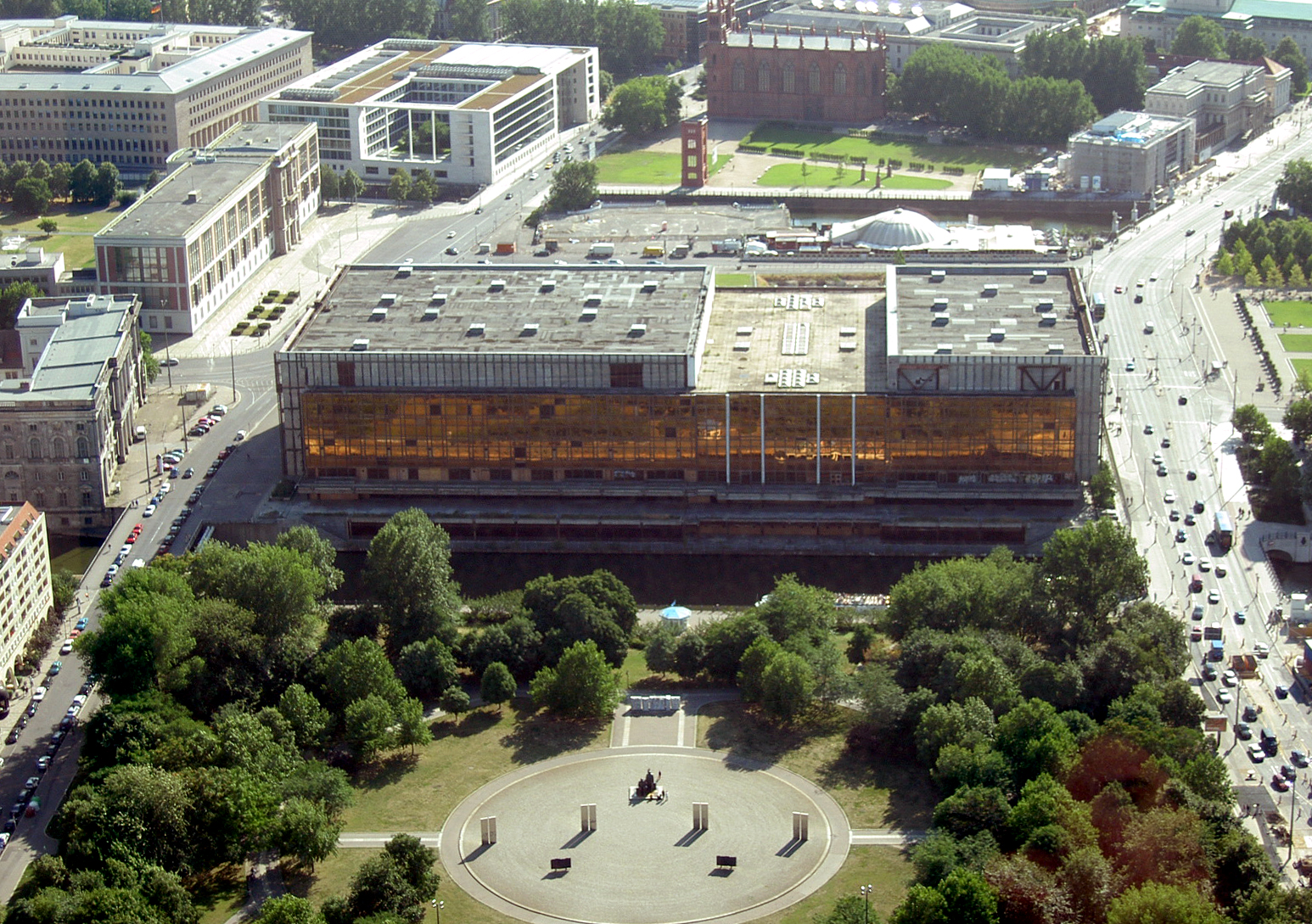
Дворец Республики. Вид с телебашни, 2005
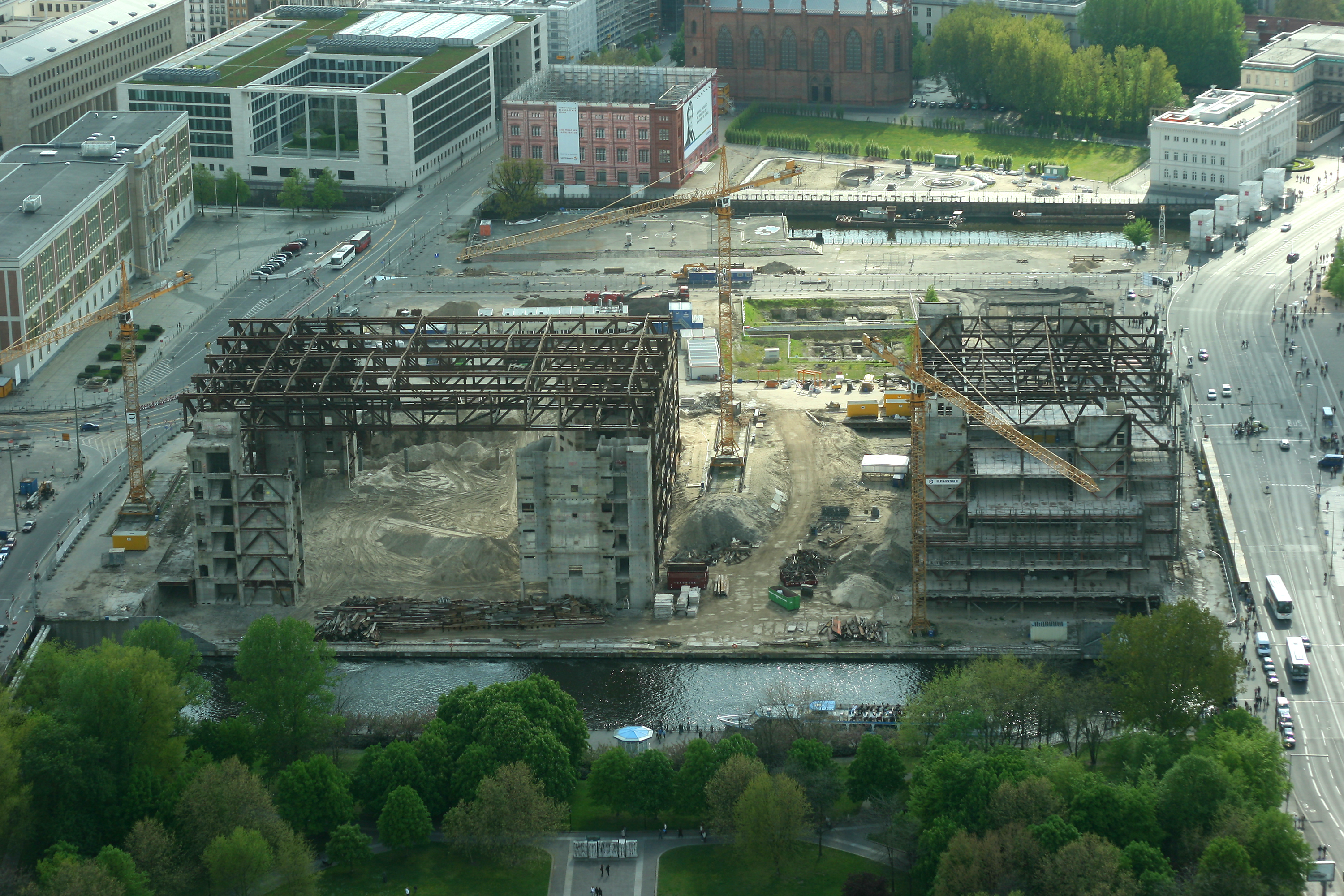
Работы по демонтажу. 2008
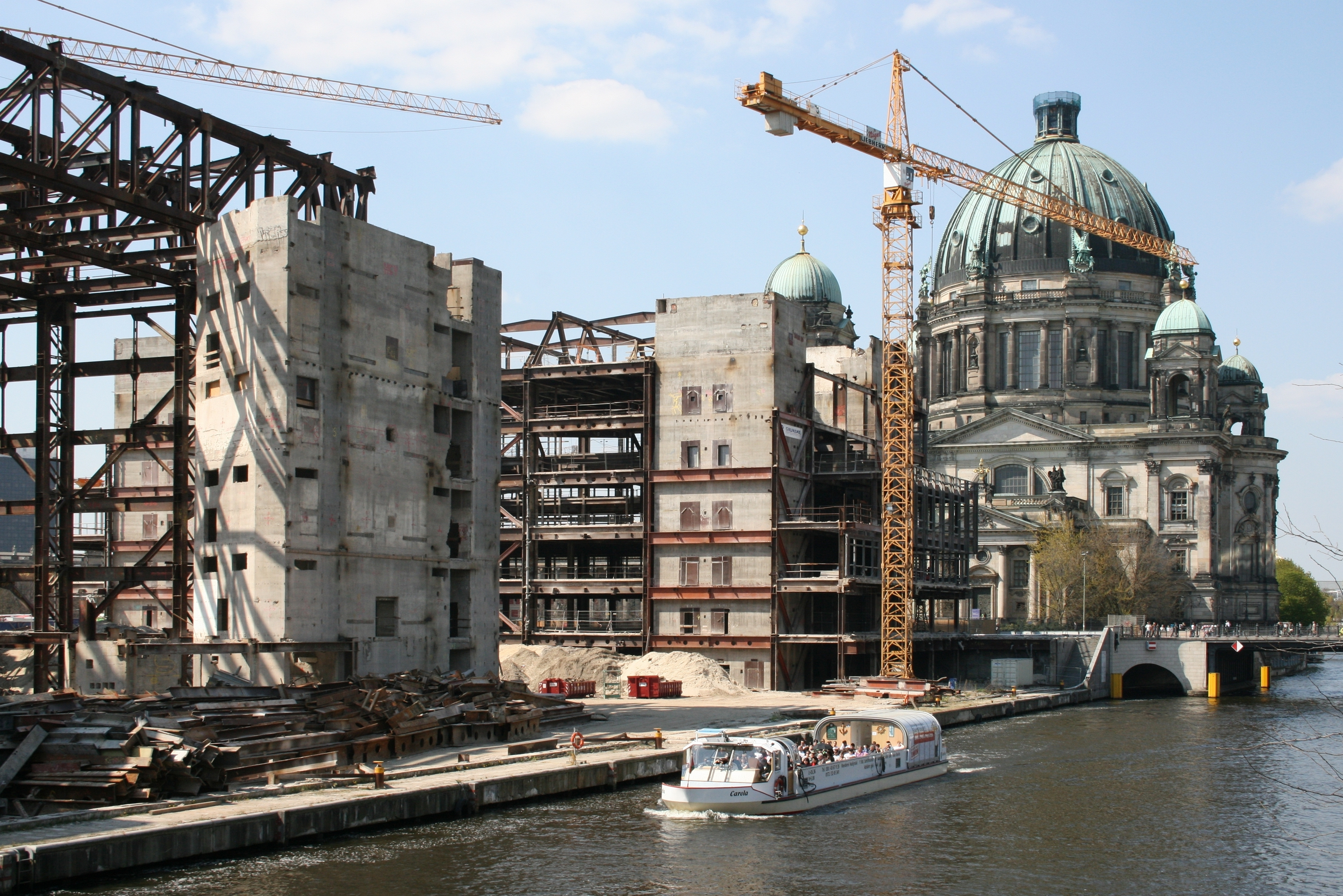
Останки Дворца Республики. Апрель 2008
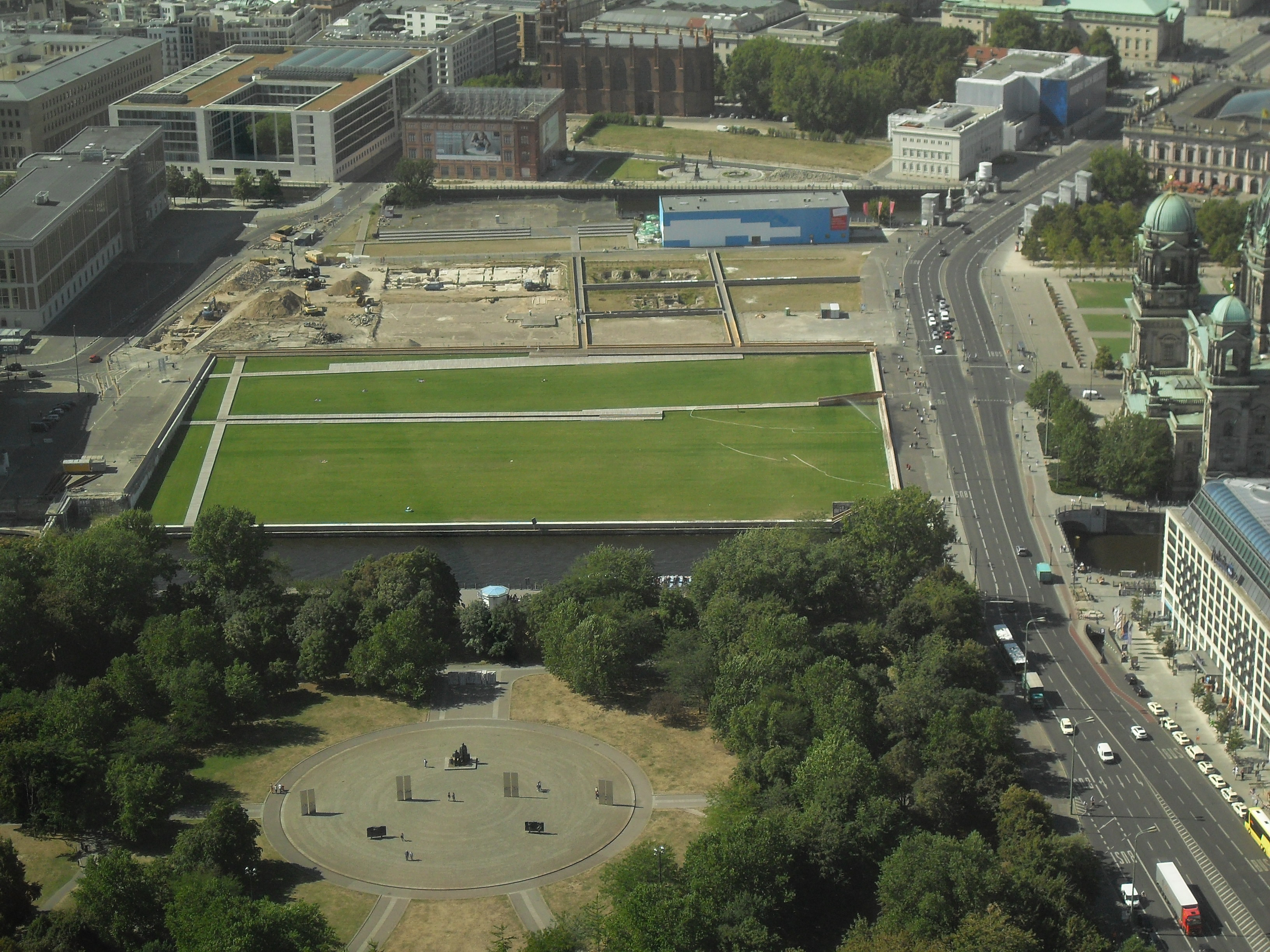
Открытое пространство на месте Дворца Республики. 2009